# Nico Mantl
Nico Mantl (Múnich, Alemania, 6 de febrero de 2000) es un futbolista alemán que juega como portero en el F. C. Arouca de la Primeira Liga.

## Trayectoria
Tras casi dos temporadas como portero titular del SpVgg Unterhaching, completó su fichaje por el Red Bull Salzburgo en enero de 2021, firmando un contrato de cuatro años y medio.

## Estadísticas

### Clubes
Actualizado al último partido disputado el 3 de noviembre de 2024.
| SpVgg Unterhaching · Alemania         | 3.ª           | 2017-18       | 2  | 3   | 0  | 0 | — | — | 2   | 3   |
| SpVgg Unterhaching · Alemania         | 3.ª           | 2018-19       | 2  | 5   | 0  | 0 | — | — | 2   | 5   |
| SpVgg Unterhaching · Alemania         | 3.ª           | 2019-20       | 35 | 50  | 0  | 0 | — | — | 35  | 50  |
| SpVgg Unterhaching · Alemania         | 3.ª           | 2020-21       | 18 | 24  | 0  | 0 | — | — | 18  | 24  |
| SpVgg Unterhaching · Alemania         | Total club    | Total club    | 57 | 82  | 0  | 0 | 0 | 0 | 57  | 82  |
| F. C. Liefering · Austria             | 2.ª           | 2020-21       | 1  | 0   | —  | — | — | — | 1   | 0   |
| F. C. Liefering · Austria             | Total club    | Total club    | 1  | 0   | 0  | 0 | 0 | 0 | 1   | 0   |
| Red Bull Salzburgo · Austria          | 1.ª           | 2020-21       | 2  | 2   | 0  | 0 | 0 | 0 | 2   | 2   |
| Red Bull Salzburgo · Austria          | 1.ª           | 2021-22       | 3  | 2   | 3  | 1 | 0 | 0 | 6   | 3   |
| Red Bull Salzburgo · Austria          | 1.ª           | 2022-23       | 0  | 0   | 2  | 1 | 0 | 0 | 2   | 1   |
| Aalborg B. K. Dinamarca               | 1.ª           | 2022-23       | 8  | 9   | 5  | 4 | — | — | 13  | 13  |
| Aalborg B. K. Dinamarca               | Total club    | Total club    | 8  | 9   | 5  | 4 | 0 | 0 | 13  | 13  |
| Red Bull Salzburgo · Austria          | 1.ª           | 2023-24       | 1  | 1   | 0  | 0 | 0 | 0 | 1   | 1   |
| Red Bull Salzburgo · Austria          | Total club    | Total club    | 6  | 6   | 5  | 2 | 0 | 0 | 11  | 7   |
| Viborg FF Dinamarca                   | 1.ª           | 2023-24       | 15 | 19  | —  | — | — | — | 15  | 19  |
| Viborg FF Dinamarca                   | Total club    | Total club    | 15 | 19  | 0  | 0 | 0 | 0 | 15  | 19  |
| F. C. Arouca Portugal                 | 1.ª           | 2024-25       | 10 | 19  | 0  | 0 | — | — | 10  | 19  |
| F. C. Arouca Portugal                 | Total club    | Total club    | 10 | 19  | 0  | 0 | 0 | 0 | 10  | 19  |
| Total carrera                         | Total carrera | Total carrera | 97 | 134 | 10 | 6 | 0 | 0 | 107 | 140 |
| (1) Hace referencia a goles encajados |               |               |    |     |    |   |   |   |     |     |